# Caledothele annulatus
Espèce
Synonymes
- Stenygrocercus annulata Raven, 1981

Caledothele annulatus est une espèce d'araignées mygalomorphes de la famille des Euagridae.

## Distribution
Cette espèce est endémique de Nouvelle-Calédonie.

## Description
La carapace du mâle holotype mesure 4,47 mm de long sur 3,86 mm et l'abdomen 4,82 mm de long sur 1,62 mm et la carapace de la femelle paratype mesure 3,80 mm de long sur 3,26 mm et l'abdomen 4,13 mm de long sur 3,20 mm.

## Systématique et taxinomie
Cette espèce a été décrite sous le protonyme Stenygrocercus annulata par Raven en 1981. Elle est placée dans le genre Caledothele par Raven en 1991.

## Publication originale
- Raven, 1981 : The mygalomorph spider genera Phyxioschaema Simon and Stenygrocercus Simon (Dipluridae: Ischnothelinae). Bulletin of the British Arachnological Society, vol. 5, p. 225-231.